# Ligeophila umbraticola
Ligeophila umbraticola är en orkidéart som beskrevs av Leslie Andrew Garay. Ligeophila umbraticola ingår i släktet Ligeophila och familjen orkidéer. Inga underarter finns listade i Catalogue of Life.